# Mercy Island
Mercy Island é um filme norte-americano de 1941, do gênero aventura, dirigido por William Morgan e estrelado por Ray Middleton e Gloria Dickson.

## Produção
Filmado nas Florida Keys, com roteiro baseado em romance de Theodore Pratt.
O filme recebeu uma indicação ao Oscar, na categoria Melhor Trilha Sonora, trilha esta composta por Cy Feuer e Walter Scharf. Esta foi a segunda indicação no ano para Feuer (ele concorreu também com Ice-Capades) e a quinta consecutiva—e última—de sua carreira na Republic Pictures.

## Sinopse
O casal de náufragos Warren e Leslie Ramsey, mais o amigo Clay Foster, vão dar em uma ilha habitada pelo ermitão Doutor Sanderson, um fugitivo da Lei. Warren suspeita que a esposa o trai com Clay.

## Principais premiações
| Prêmio | Categoria                              | Situação                    |
| ------ | -------------------------------------- | --------------------------- |
| Oscar  | Melhor Trilha Sonora (filme dramático) | Indicado[carece de fontes?] |

## Elenco
| Ator/Atriz       | Personagem       |
| ---------------- | ---------------- |
| Ray Middleton    | Warren Ramsey    |
| Gloria Dickson   | Leslie Ramsey    |
| Otto Kruger      | Doutor Sanderson |
| Donald Douglas   | Clay Foster      |
| Forrester Harvey | Capitão Lowe     |
| Terry Kilburn    | Wiccy            |